# Psammotopa vulgaris
Psammotopa vulgaris är en kräftdjursart som beskrevs av Pennak 1942. Psammotopa vulgaris ingår i släktet Psammotopa och familjen Diosaccidae. Inga underarter finns listade i Catalogue of Life.